# Potència mundial

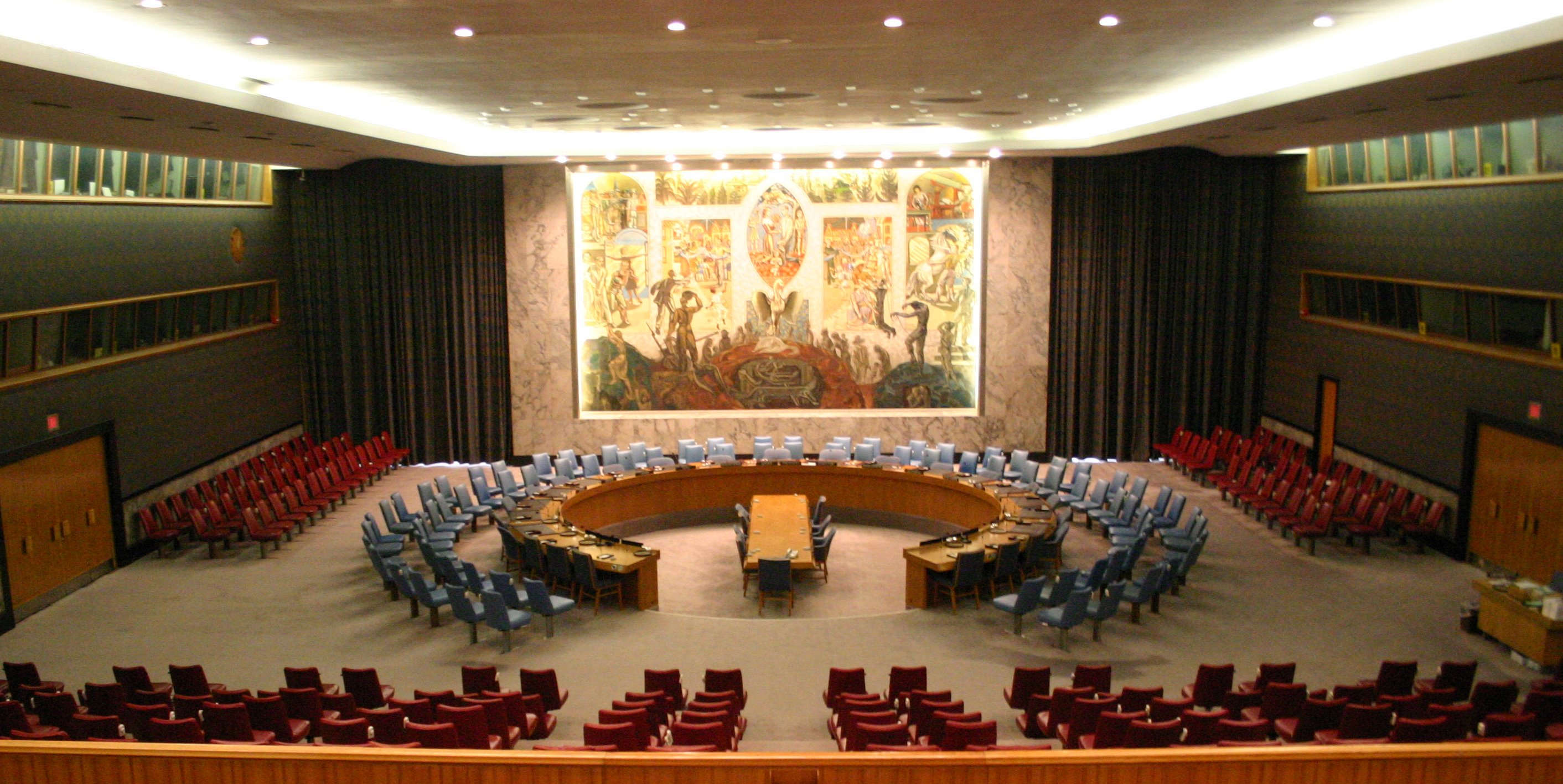
Les grans potències són reconegudes en diverses estructures internacionals, inclòs el Consell de Seguretat de les Nacions Unides.

Una potència mundial o gran potència és un estat sobirà que es reconeix que té la capacitat i l'experiència per exercir la seva influència a escala mundial. Les grans potències posseeixen característicament una força militar i econòmica, així com una influència diplomàtica i de poder suau, que pot fer que les potències mitjanes o petites tinguin en compte les opinions de les grans potències abans de prendre accions pròpies. Els teòrics de les relacions internacionals han postulat que l'estatus de gran poder es pot caracteritzar en capacitats de poder, aspectes espacials i dimensions d'estatus.
Tot i que algunes nacions són considerades sovint com a grans potències, hi ha un debat considerable sobre els criteris exactes de l'estatus de gran potència. Històricament, l'estatus de grans potències ha estat reconegut formalment en organitzacions com el Congrés de Viena de 1814–1815 o el Consell de Seguretat de les Nacions Unides, dels quals els membres permanents són: Xina, França, Rússia, el Regne Unit i els Estats Units. El Consell de Seguretat de les Nacions Unides, els cinc de l'OTAN, el G7, els BRIC i el Grup de Contacte han estat qualificats de grans potències.
El terme "gran potència" es va utilitzar per primera vegada per representar les potències més importants d'Europa durant l'era postnapoleònica. Les "Grans Potències" van constituir el "Concert d'Europa" i van reclamar el dret a l'aplicació conjunta dels tractats de postguerra. La formalització de la divisió entre petites potències i grans potències es va produir amb la signatura del Tractat de Chaumont el 1814. Des d'aleshores, l'equilibri de poder internacional ha canviat nombroses vegades, de manera més espectacular durant la Primera Guerra Mundial i la Segona Guerra Mundial. Els termes alternatius utilitzats en l'àmbit acadèmic per a la gran potència són sovint potència mundial o potència principal.

## Característiques
No hi ha característiques establertes o definides que hagi de tenir gran potència. Aquestes característiques sovint s'han tractat com a empíriques, evidents per a l'avaluador. Tanmateix, aquest enfocament té l'inconvenient de la subjectivitat. Com a resultat, s'han intentat derivar alguns criteris comuns i tractar-los com a elements essencials d'aquest estatus. Danilovic (2002) destaca tres característiques centrals, que ella denomina "dimensions de poder, espacials i d'estatus", que distingeixen les grans potències d'altres estats. Per això cal extreure les característiques de la seva discussió sobre aquestes tres dimensions.
Els primers escrits sobre el tema van tendir a jutjar els estats segons el criteri realista, tal com va expressar l'historiador AJP Taylor quan va assenyalar que "La prova d'una gran potència és la prova de la força per a la guerra". Els escriptors posteriors han ampliat aquesta prova, intentant definir el poder en termes de capacitat general militar, econòmica i política. Kenneth Waltz, el fundador de la teoria neorrealista de les relacions internacionals, utilitza un conjunt de sis criteris per determinar el gran poder: població i territori, dotació de recursos, força militar, capacitat econòmica, estabilitat política i competència.
John Mearsheimer defineix les grans potències com aquelles que "tenen prou actius militars per lluitar seriosament en una guerra convencional total contra l'estat més poderós del món".